# Cojímar

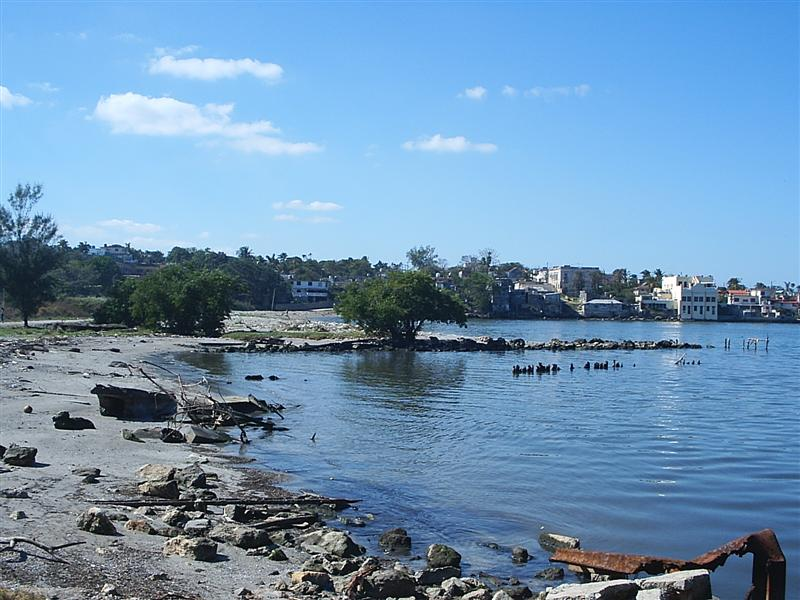
Baie de Cojímar.

Cojímar est un petit village de pêche situé près de La Havane, et faisant partie de la municipalité de La Habana del Este. 

## Histoires associées
Le village est une source d'inspiration pour l'œuvre d'Ernest Hemingway Le vieil homme et la mer.
L'Estadio Panamericano est situé au sud-ouest du village.

## Personnalités associées à la ville
Camila Cabello - chanteuse américano-cubaine  